# Стукалов, Виктор Александрович
Виктор Александрович Стукалов (28 февраля 1924 — 23 ноября 1981) — директор Пензенского завода вычислительных электронных машин (1961-). Почётный гражданин города Пензы.

## Биография
Родился в семье рабочих. После десятого класса школы № 82 (№ 30) станции Пенза I железной дороги имени Куйбышева в 1942 году поступает на 3 курс Пензенского техникума железнодорожного транспорта. В феврале 1942 года принят кандидатом в члены КПСС.
Затем проходит ускоренные офицерский курсы Высшей офицерской артиллерийско-технической школы. По окончании курсов в составе 29 учебного артиллерийского полка в с. Виля Горьковской области в 1944 году направлен на фронт. Там командовал взводом 287 артиллерийского полка 143 стрелковой дивизии, был начальником разведки дивизиона, командиром артиллерийской батареи. В составе первого Белорусского полка дошёл до Берлина.
До марта 1946 года служил в советских оккупационных войсках на территории Германии. С марта по июль полк дислоцируется в городе Артёмовск.
После войны в 1951 году окончил факультет точной механики Индустриального института, получает диплом инженера-механика.
После института поступает на работу в Пензенский завод ВЭМ(САМ) рядовым инженером.
В 1953 году переходит на партийную работу сначала заместителем секретаря партийного комитета завода ВЭМ(САМ), затем секретарём партийного комитета завода 163 г. Пензы, вторым секретарём Ленинского РК КПСС г. Пензы, заведующим промышленно-транспортным отделом Пензенского Горкома КПСС.
В октябре 1959 года направляется для укрепления партийной организации крупнейшего в то время завода ВЭМ(САМ) и избирается секретарем партийного комитета
С 1961 года являлся директором Пензенского завода вычислительных электронных машин.
На новом ответственном посту руководителя крупнейшего производства, наиболее ярко проявились и раскрылись деловые качества хозяйственного и партийного работника, способного со знанием дела претворить в жизнь любые решения советского правительства.
По инициативе и под руководством В. А. Стукалова смело внедряются прогрессивные методы организации и управления производством — хозяйственный расчет, маршрутная система, бездефектный метод изготовления продукции и сдачи её ОТК с первого предъявления, система непрерывного оперативного планирования.
Ко всем делам В. А. Стукалов подходил с творческой инициативой, сознательностью, в своих действиях смело упирается на коллектив своего предприятия. Все это позволило коллективу завода значительно улучшить свои технико-экономические показатели, успешно справится с заданиями 7,8,и 9 пятилеток, выйти в передовые ряды среди промышленных предприятий области.
В. А. Стукалов проводит большую организаторскую и разъяснительную работу по выполнению призыва партии- сделать десятую пятилетку — пятилеткой эффективности и качества труда. Этот призыв нашел широкий отклик в коллективе предприятия. Под его непосредственным руководством решены многие задачи по развитию и совершенствованию производства, внедрению новой техники и методов управления, в том числе:
- освоен и налажен выпуск вычислительной электронной машины ЕС-1050;
- присвоен изделию ЕС-5551М государственный знак качества ;
- непосредственно на заводе в 1978 году разработана и изготовлена новая мощная вычислительная машина ЕС-1052, оперативная память и производительность которой увеличились в два раза по сравнению с ЕС-1050, а объём оборудования и употребляемая мощность сократилась во столько же раз. Машина успешно прошла испытания и рекомендована к серийному производству;
- выпуск средств вычислительной техники за три года десятой пятилетки по сравнению с 1975 годом увеличился в 3,5 раза.

Экономическая эффективность от внедрения и совершенствования АСУП (автоматизированная система управления производством) составляла ежегодно 200—230 тысяч рублей в год.
С помощь АСУП в конце семидесятых годов до 250 задач технико- экономического планирования, конструкторско-технологической подготовки, бухгалтерского учёта, финансовой деятельности и подготовки производства.
В это время Виктор Александрович Стукалов много работает над повышением своих знаний в области управления, экономики и организации производства, прошёл плановое повышение квалификации в Институте переподготовки кадров Министерства в 1973 году. В неурочное время читает лекции по организации производства в заводском ВТУЗе (сейчас Пензенский государственный технологический университет).
В отношении к людям он всегда проявлял доброжелательность, внимание, многих на заводе знал лично, уделял много заботы в улучшении условий труда и быта работающих. А на заводе трудилось тогда около 15 тысяч рабочих, инженерных кадров и управленческого персонала.
Под его руководством неузнаваемо изменились интерьеры цехов, отделов, территория завода превратилась в цветущий сад. Заводская столовая, детские учреждения по отделке и культуре оформления стали лучшими в городе. Завод имеет множество дипломов и почётных грамот за большую работу по благоустройству и озеленению города.
Стукалов В. А. в целях изучения опыта зарубежных фирм, организации деловых связей побывал:
- В ГДР в 1965 году в составе делегации РСФСР на Лейпцигской ярмарке;
- В Японии на «Экспо-70» в 1970 году;
- В Польше в качестве члена делегации для решения вопроса экспортных поставок в 1977 году.

## Общественная деятельность
Неоднократно избирался членом обкома, горкома, райкома, КПСС, депутатом районного и городского советов народных депутатов, членом Облсовпрофа.